# フォントネル (クレーター)
フォントネル (Fontenelle) は、月の表側にあるクレーターであり、氷の海の北部に位置する。ギョーム・ド・ロピタルの『無限小解析』の序文を著したフランスの科学思想家、ベルナール・ル・ボヴィエ・ド・フォントネルにちなんで名づけられた。
フォントネルは地球から見ると北の縁付近に位置しているため、東西に長い楕円形に見える。フォントネルの周壁は円に近い形状をしているが、激しい起伏があるためにぎざぎざした外観をしており、南西の周壁と東の周壁には特に激しい凹凸が見られる。フォントネルの周壁は氷の海の表面に突出しており、南東の周壁には複数の小クレーターが見られる。フォントネルの西の周壁は、フォントネルの北西方面に広がっている起伏の多い土地へと続いている。
フォントネルの北東にはバーミンガムが位置しており、フォントネルの北西にはフィロラオスが位置している。フォントネルの南南東には、氷の海をはさんでプラトンが位置している。
フォントネルの内部は、北側の周壁に沿って皺が寄ったような外観をしている。フォントネルの中心には、低くなだらかな中心丘があり、中心丘の西方の土地にはやや凹凸がある。フォントの底面には幾つかの小クレーターが存在している。
フォントネルの南方、氷の海の上には高いアルベドを持つ小クレーターが位置している。この小クレーターはフォントネルGの北北西15キロメートルに位置しているが、名称は付けられていない。この小クレーターは晴れの海にあるリンネとよく似た特徴を示している。

## 従属クレーター
フォントネルのごく近くにある小さな無名のクレーターについては、アルファベットを付加することによって識別される。
| 名称 | 月面緯度     | 月面経度     | 直径  |
| ---- | ------------ | ------------ | ----- |
| A    | 北緯 67.5 度 | 西経 16.1 度 | 21 km |
| B    | 北緯 61.9 度 | 西経 23.0 度 | 14 km |
| C    | 北緯 65.4 度 | 西経 27.2 度 | 13 km |
| D    | 北緯 62.5 度 | 西経 23.4 度 | 17 km |
| F    | 北緯 64.4 度 | 西経 28.2 度 | 11 km |
| G    | 北緯 59.5 度 | 西経 18.3 度 | 4 km  |
| H    | 北緯 64.1 度 | 西経 20.1 度 | 6 km  |
| K    | 北緯 69.6 度 | 西経 15.6 度 | 7 km  |
| L    | 北緯 66.5 度 | 西経 16.6 度 | 6 km  |
| M    | 北緯 63.1 度 | 西経 28.8 度 | 9 km  |
| N    | 北緯 64.0 度 | 西経 29.7 度 | 8 km  |
| P    | 北緯 64.1 度 | 西経 17.2 度 | 6 km  |
| R    | 北緯 64.3 度 | 西経 18.8 度 | 6 km  |
| S    | 北緯 65.3 度 | 西経 26.7 度 | 7 km  |
| T    | 北緯 66.3 度 | 西経 25.7 度 | 7 km  |
| X    | 北緯 60.5 度 | 西経 27.8 度 | 7 km  |